# Gabriella Bocsárdi
Gabriella Bocsárdi z domu Angi (ur. 24 lutego 1961 w Gheorgheni, zm. 19 sierpnia 2003 w Budapeszcie) – rumuńska aktorka teatralna pochodzenia węgierskiego.

## Życiorys
Uzyskała kwalifikacje z matematyki i informatyki w Timișoarze. W latach 1984–1994 była członkiem Teatru Studyjnego Figura (węg. Figura Stúdió Színház) w Gheorgheni, a później także Teatru Áron Tamási w Sfântu Gheorghe (węg. Sepsiszentgyörgyi színház).

## Spektakle teatralne
| Data       | Spektakl                                                                                | Reżyser         | Jako                              | Teatr                     |
| ---------- | --------------------------------------------------------------------------------------- | --------------- | --------------------------------- | ------------------------- |
| 1985-05-23 | Tutyi Mutyi Móka.                                                                       | László Bocsárdi | Szereplő                          | Figura Stúdió Színház     |
| 1987-09-15 | Alfred Jarry: Ubu Król czyli Polacy (węg. Übü király)                                   | László Bocsárdi | Übü mama                          | Figura Stúdió Színház     |
| 1988-07-09 | Federico García Lorca: Krwawe gody (węg. Vérnász)                                       | László Bocsárdi | Anya                              | Figura Stúdió Színház     |
| 1991-03-14 | Alfred Jarry: Ubu Król, czyli Polacy (węg. Übü király)                                  | László Bocsárdi | Übü mama                          | Figura Stúdió Színház     |
| 1991-10-06 | Ervin Lázár: Mały chłopiec i lwy (węg. A kisfiú és az oroszlánok)                       | László Bocsárdi | Gabriella, współpracownik Viktora | Figura Stúdió Színház     |
| 1992-02-07 | Iwan Siergiejewicz Turgieniew: Miesiąc na wsi (węg. Egy hónap falun)                    | Szereplő        |                                   | Figura Stúdió Színház     |
| 1992-11-03 | Sławomir Mrožek: Dom na granicy (węg. Ház a határon)                                    | István Kövesdy  | Anya                              | Figura Stúdió Színház     |
| 1993-01-17 | Castellani de Castellano: Przypowieść o synu marnotrawnym (węg. Játék a tékozló fiúról) | László Bocsárdi | Celebráló                         | Figura Stúdió Színház     |
| 1993-07-17 | Czerwony Kapturek (węg. Piroska és a farkas).                                           | László Bocsárdi | Mesélő                            | Figura Stúdió Színház     |
| 1993-10-15 | Bálint Balassi: Szép magyar komédia                                                     | Olga Barabás    | Briszeida                         | Figura Stúdió Színház     |
| 1994-04-16 | Ödön von Horváth: Kasimir und Karoline (węg. Kasimir és Karoline)                       | László Bocsárdi | Erna                              | Figura Stúdió Színház     |
| 1994-07-04 | Improvizációk                                                                           | Iván Angelus    | Szereplő                          | Figura Stúdió Színház     |
| 1994-12-12 | Eurypides: Ifigenia w Aulidzie (węg. Íphigeneia Auliszban)                              | László Bocsárdi | Ifigenia                          | Figura Stúdió Színház     |
| 1994-12-16 | Eurypides: Ifigenia w Aulidzie (węg. Íphigeneia Auliszban)                              | László Bocsárdi | Ifigenia                          | Sepsiszentgyörgyi színház |
| 1995-03-14 | Carlo Goldoni: Kłamca (węg. A hazug)                                                    | Olga Barabás    | Beatrice                          | Sepsiszentgyörgyi színház |
| 1995-03-14 | Carlo Goldoni: Kłamca (węg. A hazug)                                                    | Olga Barabás    | Szereplő                          | Figura Stúdió Színház     |
| 1995-05-05 | Jewgienij Szwarc: Cień (węg. Az árnyék)                                                 | László Bocsárdi | Szereplő                          | Figura Stúdió Színház     |
| 1995-05-19 | Jewgienij Szwarc: Cień (węg. Az árnyék)                                                 | László Bocsárdi | Nő                                | Sepsiszentgyörgyi színház |
| 1995-10-04 | Ernő Szép: Vőlegény                                                                     | Árpád Árkosi    | Mariska, Papa és Anya lánya       | Sepsiszentgyörgyi színház |
| 1995-12-19 | Molier: Szelmostwa Skapena (węg. Scapin furfangjai)                                     | Olga Barabás    | Nérine, pielęgniarka Hiacynta     | Sepsiszentgyörgyi színház |
| 1996-03-29 | Nikołaj Wasiljewicz Gogol: Ożenek (węg. Háztűznéző)                                     | Olga Barabás    | Arina Pantyelejmonovna, ciotka    | Sepsiszentgyörgyi színház |